# 建部到
建部 到（たけべ いたる、1929年3月16日 - 1988年6月5日）は、日本の生物学者。

## 略歴
1952年に東京大学理学部植物学科卒業、1957年に同大学院生物系研究科博士課程修了。植物ウイルスの研究を専門として農水省植物ウイルス研究所（現・農業生物資源研究所）研究室長、名古屋大学理学部生物学科教授を務めた。
1975年に植物病理学の最高名誉とされるヤコブ・エリクソン賞の金メダルを受賞。将来を期待されていたが、1988年、59歳で急死した。

## 研究
プロトプラストの単離において重要な役割を果たした。
1967年に建部らは酵素で細胞壁を溶かして活性の高いプロトプラストの大量単離に成功する。1971年に門下生の長田敏行とプロトプラストからの植物体再生にも成功した。この快挙を契機に世界中の注目がプロトプラストに集まり、1972年にはアメリカで融合プロトプラストからの雑種植物が誕生した。

## 主な受賞歴
- ヤコブ・エリクソン賞 ゴールドメダル(1975年)

## 論文
- 早野恒一, 建部到, 北原覚雄、「[ ピリジン補酵素の含量と意義(第2報) 各種酵母のピリジン補酵素含量について]」 『日本農芸化学会誌』 1964年 38巻 11号 p.515-519, doi:10.1271/nogeikagaku1924.38.515
- 建部到、「研究の進歩 ペニシリンの作用機構」 『化学と生物』 1966年 4巻 8号 p.444-448, doi:10.1271/kagakutoseibutsu1962.4.444
- 建部到、「タバコ・プロトプラストにおけるウイルスの感染と増殖」 『ウイルス』 1972年 22巻 1-2号 p.1-13, doi:10.2222/jsv.22.1
- 建部到、「植物ウイルスRNAのほん訳」 『化学と生物』 1979年 17巻 4号 p.206-212, doi:10.1271/kagakutoseibutsu1962.17.206
- 建部 到「高等植物のプロトプラスト」『蛋白質核酸酵素』第24巻、1979年、569-579頁。
- 建部到、「葉肉細胞プロトプラスト系の開発」 『化学と生物』 1984年 22巻 9号 p.619-621, doi:10.1271/kagakutoseibutsu1962.22.619